# Axel Linke
Axel Linke (* 1. Juli 1966 in Oldenburg in Holstein) ist ein deutscher Politiker (CDU). Er war von 2015 bis 2020 hauptamtlicher Bürgermeister der münsterländischen Kreisstadt Warendorf.

## Leben
Axel Linke wuchs in Salzgitter auf. Er besuchte dort die Grundschule in Thiede mit anschließender Orientierungsstufe in Thiede-Steterburg. Das Abitur machte er Gymnasium im Schloss in Wolfenbüttel. Er ist Diplom-Verwaltungswirt (FH). Nach seinem Abschluss an der Fachhochschule für Verwaltung und Rechtspflege in Braunschweig arbeitete er in der Kämmerei der Stadt Braunschweig, danach in der Kommunalen Datenverarbeitungszentrale Südostniedersachsen (KDSON). 1996 wurde er Geschäftsführer des Verbandes der Teilnehmergemeinschaften Hannover. 2002 wurde er hauptamtlicher Fraktionsgeschäftsführer der CDU in Salzgitter. Ab 2006 war er in Salzgitter persönlicher Referent des neu gewählten Oberbürgermeisters Frank Klingebiel (CDU). Ab 2010 war Linke in Salzgitter Fachdienstleiter für die Bereiche Ordnung und Bürgerservice. Im Januar 2011 wechselte er nach Nordrhein-Westfalen und wurde Beigeordneter der Stadt Rheine. Gleichzeitig hatte er sich auch als einziger Kandidat für die Stelle des Beigeordneten in Marsberg beworben, hatte die dortige Kandidatur jedoch kurzfristig zurückgezogen. Er war in Rheine gleichzeitig Geschäftsführer der Bewirtschaftungsgesellschaft des Klosters Bentlage.
Axel Linke ist verheiratet und hat drei Söhne.

## Bürgermeisteramt
Bei der Kommunalwahl 2009 trat er in Borken als CDU-Kandidat gegen den kurz zuvor aus der CDU ausgetretenen Bürgermeister Borkens Rolf Lührmann an. Axel Linke verlor die Wahl mit 37,4 Prozent der abgegebenen Stimmen bei einer Wahlbeteiligung von 59,8 Prozent. Am 13. September 2015 wurde Axel Linke, unterstützt von CDU und FDP, mit 56,9 Prozent der gültigen Stimmen und einer Wahlbeteiligung von 52,3 Prozent als Nachfolger von Jochen Walter (parteilos), der in den Ruhestand ging, zum Bürgermeister von Warendorf gewählt. Bei der Kommunalwahl im September 2020 trat er als amtierender Bürgermeister von Warendorf erneut an, verlor jedoch in der Stichwahl gegen den parteilosen Kandidaten Peter Horstmann, der über 75 Prozent der gültigen Stimmen gewinnen konnte.